# 皮斯卡尼山
17°16′36.5″S 69°56′17″W / 17.276806°S 69.93806°W
皮斯卡尼山（Pisacani），是秘魯的山峰，位於該國南部塔克納大區，由塔拉塔省的蒂卡科區負責管轄，屬於安地斯山脈的一部分，海拔高度5,425米。